# Сурова љубав
Сурова љубав (тур. Zalim İstanbul) је турска драмска телевизијска серија чији је сценариста серије је Сирма Јаник, док су режисери Џевдет Мерџан, Сенол Сонмез и Гокчен Уста. Главне улоге тумаче Фикрет Кушкан, Дениз Угур, Мине Тугај, Озан Долунај, Сера Култубеј, Беркер Гувен и Бахар Шахин. Серија се премијерно приказивала од 1. априла 2019. до 22. јуна 2020. године на каналу Kanal D.
У Србији се приказивала од 29. јуна 2020. године до 25.децембра 2020.године на каналу РТВ Пинк, титлована на српски језик.

## Радња
Радња прати две породице — Карачај и Јилмаз. Шехер Јилмаз је поносна, традиционална и помало конзервативна мајка, која живи са две ћерке Џемре и Џерен, сином Џиваном и свекрвом Нериман у малом месту Антакија. Шехер је живот посветила својој деци и верује им безусловно, али они имају засебне животе, снове и амбиције, којих и даље није свесна. Док живи тешким животом, покушава да се истовремено бори са окрутним светом, али и послом који је склопљен иза њених леђа. Наиме, живот њене породице се заувек мења кад њена свекрва тајно склопи договор да богатом човеку пореклом из Антакије, Аги Карачају, прода једну од Шехериних ћерки.  
Ага Карачај је имућан човек који је давно напустио Антакију и преселио се у Истанбул. Он има прелепу жену Шениз, сина Џенка и ћерку Дамлу, са којима живи у величанственој вили у Истанбулу. Ага је преузео и бригу о нећаку Недиму, који је инвалид.
Желећи да му осигура бољу будућност, одлучује да из свог родног града доведе девојку која ће се удати за Недима и бринути о њему. Уз помоћ своје служавке, Ага склапа договор са Нериман да једна од њених унука, а Шехериних ћерки, постане његова снаја, уз велику новчану надокнаду. Са друге стране, Нериман има своје скривене циљеве — од остатка породице крије да је склопила договор са Агом и убеђује Шехер да је време да напусте Антакију и преселе се у Истанбул. Након пожара који им је уништио дом, Шехер нема другог излаза, већ да се са сином, ћеркама и свекрвом пресели у Истанбул.
Ага их прима у свој дом, не знајући Нериманин тајни план о браку, а њихов сусрет ставиће на тест сваког члана породица Карачај и Јилмаз. Импресиван и гламурозан живот породице Карачај крије стару и опасну тајну, која прети да буде откривена Шехериним сусретом са Агом и која ће до темеља уздрмати живот Карачајевих. Од тог тренутка, почиње испреплетаност судбина две породице и њихови животи више никад неће бити исти.

## Сезоне
| Сезона | Сезона | Број епизода | Приказивање у Турској                | Приказивање у Србији                            |
| ------ | ------ | ------------ | ------------------------------------ | ----------------------------------------------- |
|        | 1      | 9 (1—9)      | 1. април 2019 — 27. мај 2019. ()     | 29. јун 2020. — 1. август 2020. (РТВ Пинк)      |
|        | 2      | 30 (10—39)   | 9. септембар 2019 — 22. јун 2020. () | 1. август 2020. — 25. децембар 2020. (РТВ Пинк) |

## Улоге
| Глумац            | Улога          | Епизода |
| ----------------- | -------------- | ------- |
| Фикрет Кушкан     | Агах Караџај   | 1-37    |
| Дениз Угур        | Сехер Јилмаз   | 1-39    |
| Мине Тугај        | Шениз Караџај  | 1-38    |
| Озан Долунај      | Џенк Караџај   | 1-39    |
| Сера Кутлубеј     | Џемре Јилмаз   | 1-39    |
| Беркер Гувен      | Недим Караџај  | 1-39    |
| Бахар Шахин       | Џерен Јилмаз   | 1-38    |
| Идрис Неби Ташкан | Џиван Јилмаз   | 1-39    |
| Симај Барлас      | Дамла Караџај  | 1-39    |
| Ајшен Сезерел     | Нериман Јилмаз | 1-39    |
| Гамзе Демирбилек  | Нуртен         | 1-39    |